# S-Bahn Mitteldeutschland
S-Bahn Mitteldeutschland es un servicio ferroviario de cercanías (en alemán S-Bahn) del área metropolitana de Leipzig (Sajonia) y Halle (Sajonia-Anhalt), en Alemania Central. Es la segunda mayor red de S-Bahn de Alemania en términos de longitud de vías. La red se estructura de forma radial con centro en la ciudad de Leipzig, a excepción de la línea S7. Es operado por DB Regio Südost, filial de Deutsche Bahn, y emplea unidades eléctricas de tipo Bombardier Talent 2, a excepción de la línea S7.
S-Bahn Mitteldeutschland representa la evolución del S-Bahn Leipzig-Halle, la red que surge en 2004 de la fusión de los S-Bahn de Halle y de Leipzig, inaugurados en 1969 y hasta ese momento independientes. El 15 de diciembre de 2013, con la apertura del Túnel ferroviario Leipzig (una pasante ferroviaria subterránea que atraviesa el centro de Leipzig de norte a sur), la red recibe su nombre actual y es reorganizada y ampliada considerablemente.
De acuerdo con Deutsche Bahn, en el primer año de funcionamiento utilizaron la red unos 55.000 pasajeros al día. En los dos primeros años de funcionamiento, fueron registrados cerca de 20 millones de pasajeros.

## Líneas
Desde el 13 de diciembre de 2015, la red de S-Bahn Mitteldeutschland consta de las siguientes líneas:

| Línea | Ruta |
| ----- | --- |
| S 1   | Leipzig Miltitzer Allee – Leipzig-Leutzsch – Leipzig-Gohlis – Leipzig City Tunnel – Leipzig-Stötteritz                                                              |
| S 1   | Leipzig Messe – Leipzig Nord – Leipzig City Tunnel – Leipzig-Stötteritz                                                                                             |
| S 2   | Dessau Hbf – Bitterfeld – Delitzsch unt Bf – Leipzig Messe – Leipzig City Tunnel – Leipzig-Connewitz (– Markkleeberg – Markkleeberg-Gaschwitz)                      |
| S 3   | Halle-Trotha – Halle (Saale) Hbf – Schkeuditz – Leipzig-Gohlis – Leipzig City Tunnel – Leipzig-Connewitz – Markkleeberg – Markkleeberg-Gaschwitz – Borna – Geithain |
| S 4   | Hoyerswerda – Ruhland – Falkenberg (Elster) – Torgau – Eilenburg – Taucha – Leipzig-Thekla – Leipzig City Tunnel – Leipzig-Stötteritz – Wurzen (– Oschatz – Riesa)  |
| S 5   | Halle (Saale) – Aeropuerto Leipzig/Halle – Leipzig Messe – Leipzig City Tunnel – Leipzig-Connewitz – Markkleeberg – Altenburg – Zwickau Hbf                         |
| S 5X  | Aeropuerto Leipzig/Halle – Leipzig Messe – Leipzig City Tunnel – Leipzig-Connewitz – Markkleeberg – Altenburg – Zwickau                                             |
| S 7   | Halle (Saale) Hbf – Halle-Neustadt – Halle-Nietleben |

El sistema funciona con una frecuencia básica de 30 minutos en cada línea. En las ramas externas la frecuencia es menor, como Borna – Geithain (cada hora), Taucha – Hoyerswerda (cada dos horas) o Wurzen – Oschatz – Riesa (muy pocos servicios al día).
En los tramos comunes, como Leipzig-Messe – Leipzig City Tunnel – Markkleeberg-Gaschwitz (S2, S3, S5, S5X) y Leipzig-Nord – Leipzig City Tunnel – Leipzig-Stötteritz (S1 y S4), la superposición de líneas hace que las frecuencias sean superiores que en el resto de la red.

## Historia

### S-Bahn Leipzig

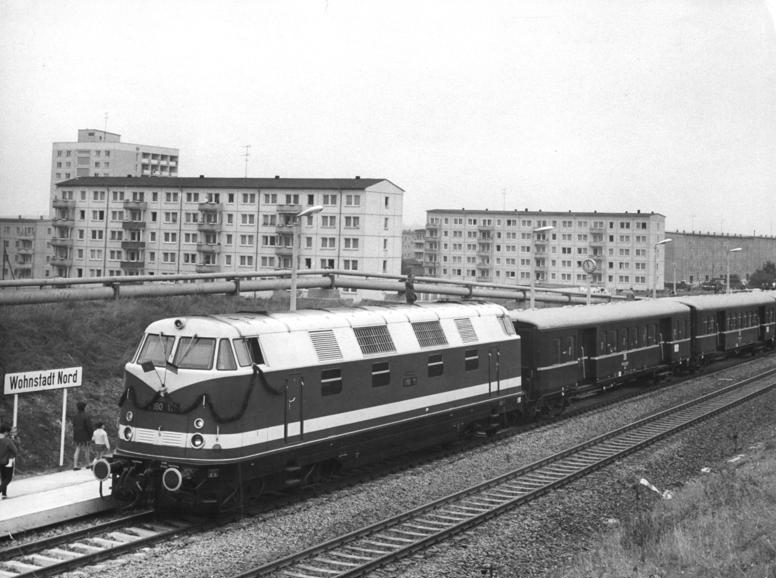
Inauguración del S-Bahn de Halle, el 27 de septiembre de 1969. El tren contiene coches tipo M1 de origen belga.

El primer servicio de S-Bahn en Leipzig (línea A) entró en funcionamiento en 1969. Consistía en una línea, con forma de corazón, que unía Gaschwitz con la estación principal (Hauptbahnhof), pasando por el este (Stötteritz) y el oeste (Plagwitz) del centro urbano.
En 1974 fue añadida la línea B, de la estación principal de Leipzig a Wurzen.
En 1977 fue inaugurado el ramal de Plagwitz al nuevo barrio de Grünau (línea C). Al igual que en otros casos en Alemania, el desarrollo urbanístico fue de la mano con las nuevas líneas de transporte público. Esta línea, prevista inicialmente como un ramal de la Hauptbahnhof-Plagwitz-Gaschwitz, adquiere una importancia tal, que en 1984 se hizo necesario un enlace directo Hauptbahnhof-Plagwitz Mitlitzer-Allee, degradando la Plagwitz-Gaschwitz a rama secundaria  (sería suprimida en 2002).
En 1992 la red fue extendida hacia el sur, de Plagwitz a Borna, tocando áreas muy exteriores al perímetro urbano.

### S-Bahn Halle (Saale)
En 1969, junto con el S-Bahn de Leipzig, fue inaugurado también el corto S-Bahn de Halle (Saale): una única línea, concebida con el objetivo de conectar el centro histórico con la ciudad nueva de Halle-Neustadt. En 1972, llegó a la terminal norte de Halle-Trotha, en un barrio de nueva construcción.

### S-Bahn Leipzig-Halle

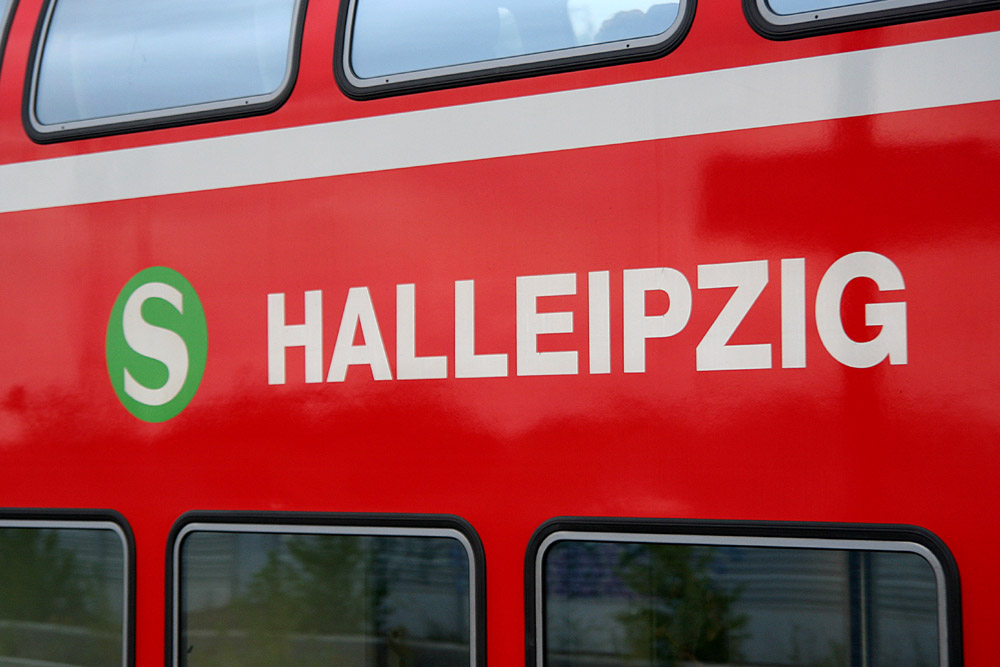
Inscripción en un vagón de la línea de S-Bahn Halle–Leipzig

En 2004 se realizó la unión de los dos sistemas en una única red, llamada S-Bahn Leipzig-Halle; la construcción de una nueva línea (vía Aeropuerto Leipzig/Halle), dedicada al tráfico exprés, permitió dedicar la línea histórica al nuevo tramo del S-Bahn.

### S-Bahn Mitteldeutschland
El 15 de diciembre de 2013 entró en funcionamiento el Túnel ferroviario Leipzig, una pasante ferroviaria subterránea a través de la ciudad de Leipzig, y la red fue reorganizada y ampliada, siendo rebautizada con el nombre actual.

## Galería de imágenes

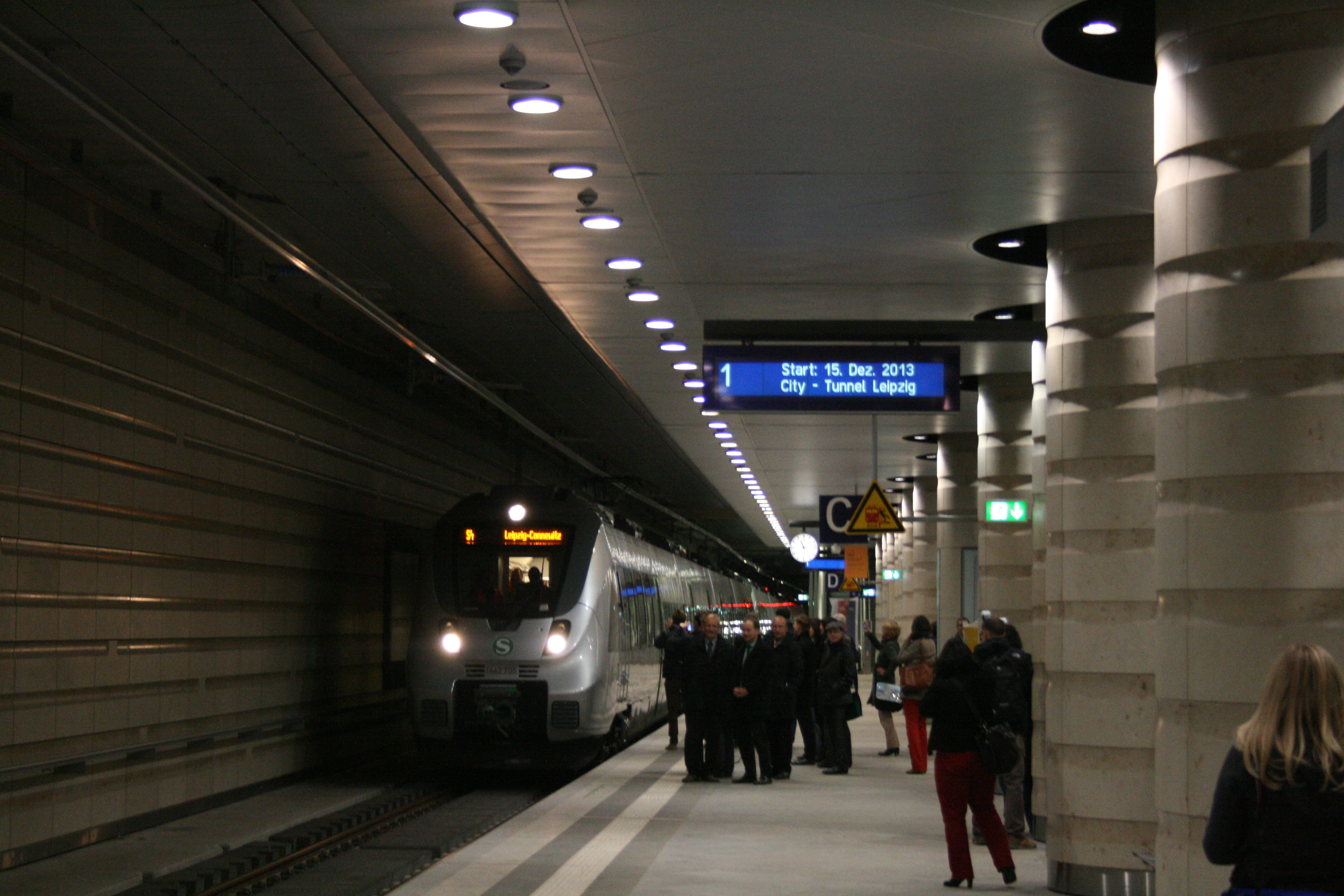
Talent 2 en la estación Hauptbahnhof de la línea S2
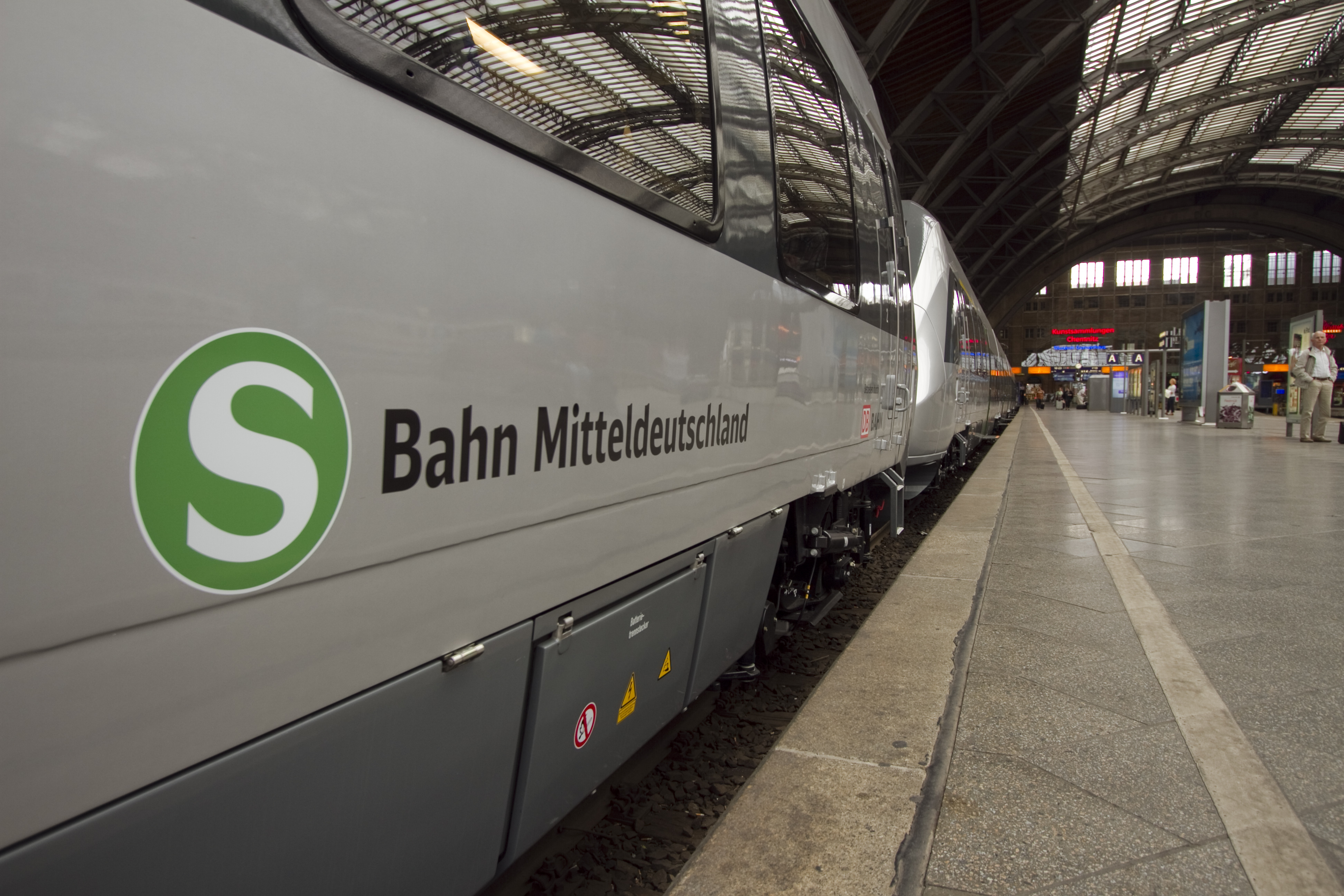
Bombardier Talent 2, con el logo de S-Bahn Mitteldeutschland
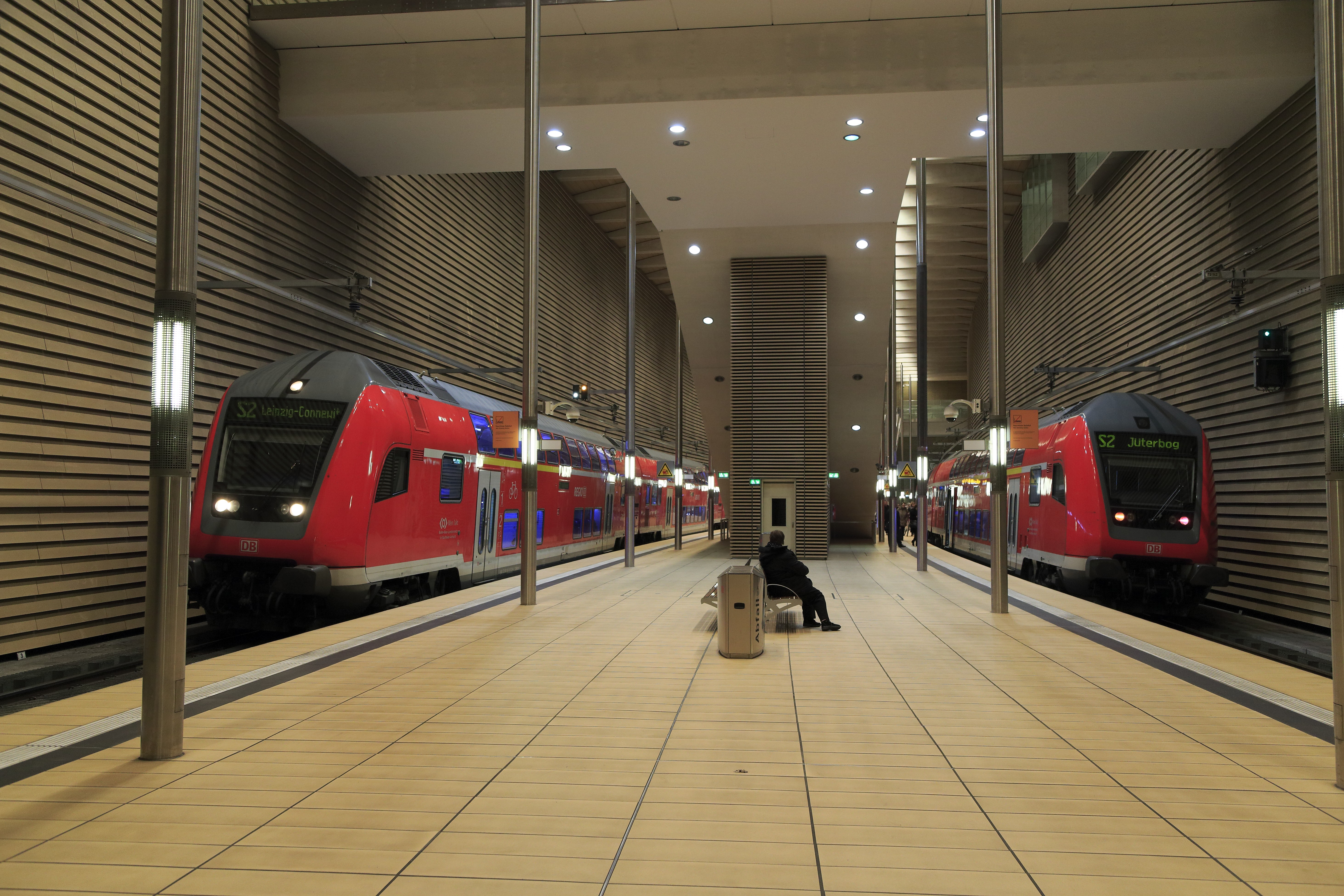
Trenes de dos pisos en la estación de Markt de la línea S2
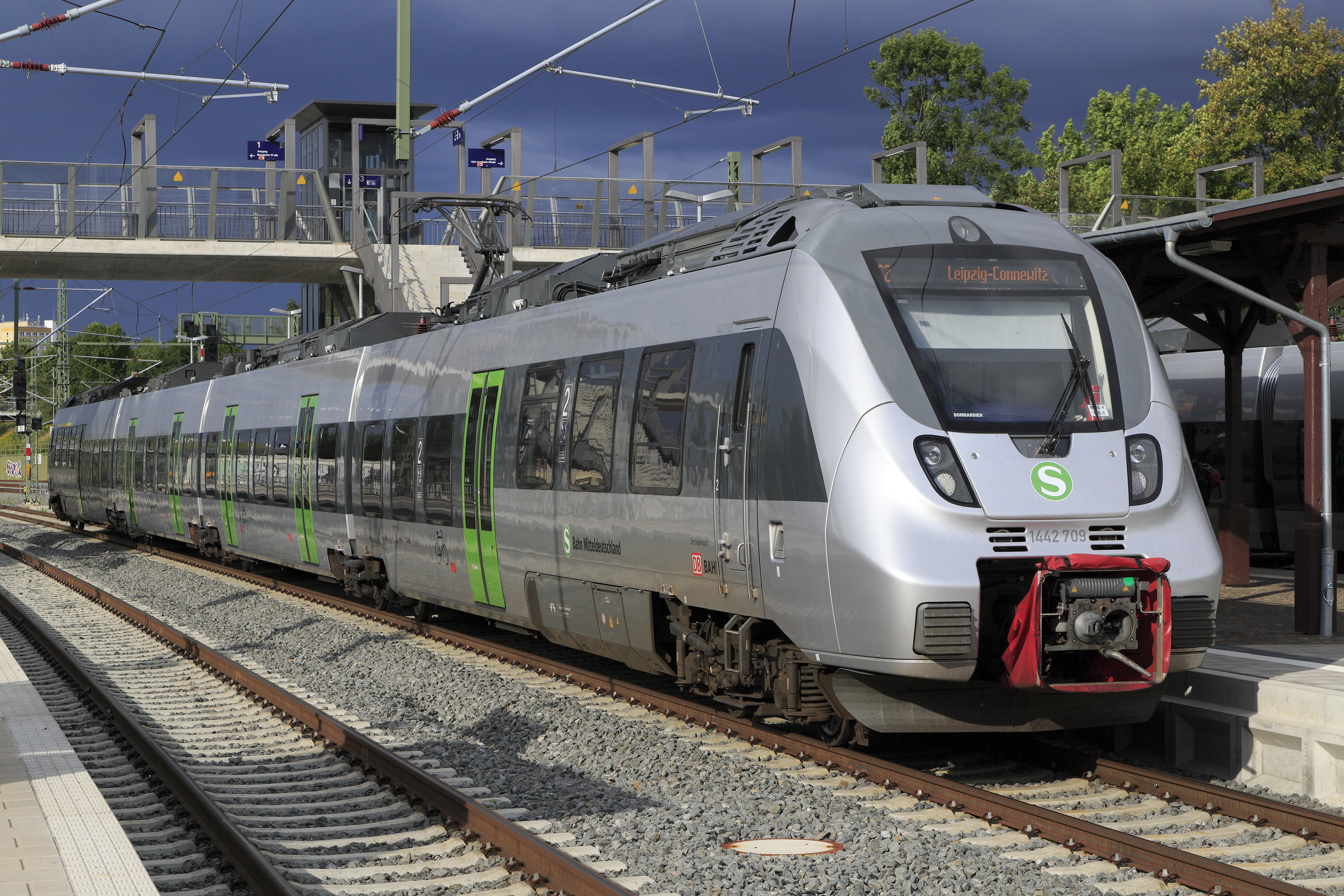
Un Talent 2 en Connewitz
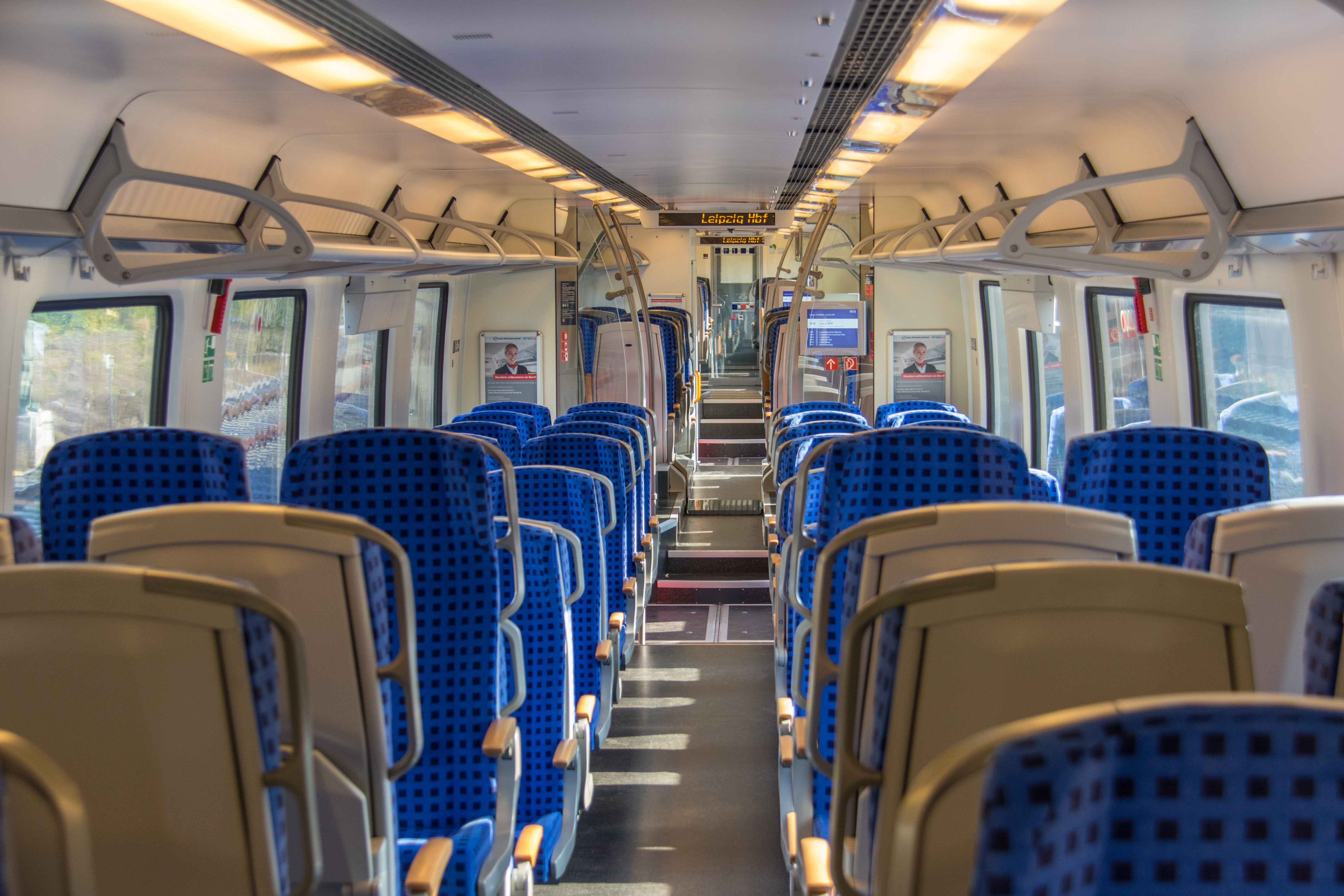
Vista del interior